# Acacia glandulifera
Acacia glandulifera är en ärtväxtart som beskrevs av Sereno Watson. Acacia glandulifera ingår i släktet akacior, och familjen ärtväxter. Inga underarter finns listade i Catalogue of Life.